# رويبان كوتشك (مقاطعة غيلانغرب)
رويبان كوتشك (بالفارسية: رویبان کوچک) هي قرية تقع في منطقة مركزية ريفية في إيران. يقدر عدد سكانها بـ 75 نسمة بحسب إحصاء 2016.